# Nederlandse kampioenschappen schaatsen afstanden 2003 - 1000 meter vrouwen
De 1000 meter vrouwen op de Nederlandse kampioenschappen schaatsen afstanden 2003 werd gereden in november 2002 in ijsstadion De Vechtsebanen te Utrecht. 
Er namen deze editie zestien schaatsster deel. Titelverdedigster was Marianne Timmer, zij prolongeerde haar titel.

## Uitslag
| #      | Schaatser           | tijd    |
| ------ | ------------------- | ------- |
| Goud   | Marianne Timmer     | 1.19,95 |
| Zilver | Renate Groenewold   | 1.20,59 |
| Brons  | Annamarie Thomas    | 1.21,04 |
| 4      | Marieke Wijsman     | 1.21,93 |
| 5      | Tijn Ponjee         | 1.22,01 |
| 6      | Andrea Nuyt         | 1.22,46 |
| 7      | Wieteke Cramer      | 1.22,82 |
| 8      | Sandra 't Hart      | 1.22,84 |
| 9      | Yvonne Leever       | 1.23,59 |
| 10     | Mariska Huisman     | 1.23,94 |
| 11     | Frouke Oonk         | 1.24,04 |
| 12     | Els Murris          | 1.24,10 |
| 13     | Dianne Kootstra     | 1.24,38 |
| 14     | Maurine Kroon       | 1.25,18 |
| 15     | Marja van der Werf  | 1.25,35 |
| 16     | Willeke van Benthem | 1.25,38 |

Uitslag
1987 · 
1988 · 
1989 · 
1990 · 
1991 · 
1992 · 
1993 · 
1994 · 
1995 · 
1996 · 
1997 · 
1998 · 
1999 · 
2000 · 
2001 · 
2002 · 
2003 · 
2004 · 
2005 · 
2006 · 
2007 · 
2008 · 
2009 · 
2010 · 
2011 · 
2012 · 
2013 · 
2014 · 
2015 · 
2016 · 
2017 · 
2018 · 
2019 · 
2020 · 
2021 · 
2022 · 
2023 · 
2024 · 
2025